# Zacharias Thursenius
Zacharias Thursenius, född 1691, död 11 maj 1738 i Växjö, var en svenska domkyrkoorganist i Växjö församling.

## Biografi
Thursenius var 1717–1718 organist i Karlshamns församling. Han blev 1734 kantor och domkyrkoorganist i Växjö församling. Han var även musiklärare vid Växjö gymnasium. Thursenius avled 11 maj 1738 i Växjö.